# Helena av Moldavien
Helena av Moldavien, född 1465, död 1505, var en rysk kronprinsessa.  
Hon var dotter till Stefan III av Moldavien, gifte sig 1483 med Ivan den yngre (d. 1490) och blev mor till kronprins Dimitrij Ivanovitj (1483-1509). Efter sin makes död deltog hon i flera intriger för att försvara sin sons ställning som tronföljare mot sin svärmor och sin avlidna makes styvmor Zoë Paleologos, som i stället ville få sin egen son utsedd till tronföljare. Hennes svärmor segrade 1502 och Helena och hennes son sattes i fängelse, där de avled. 